# Indianapolis 500 1969

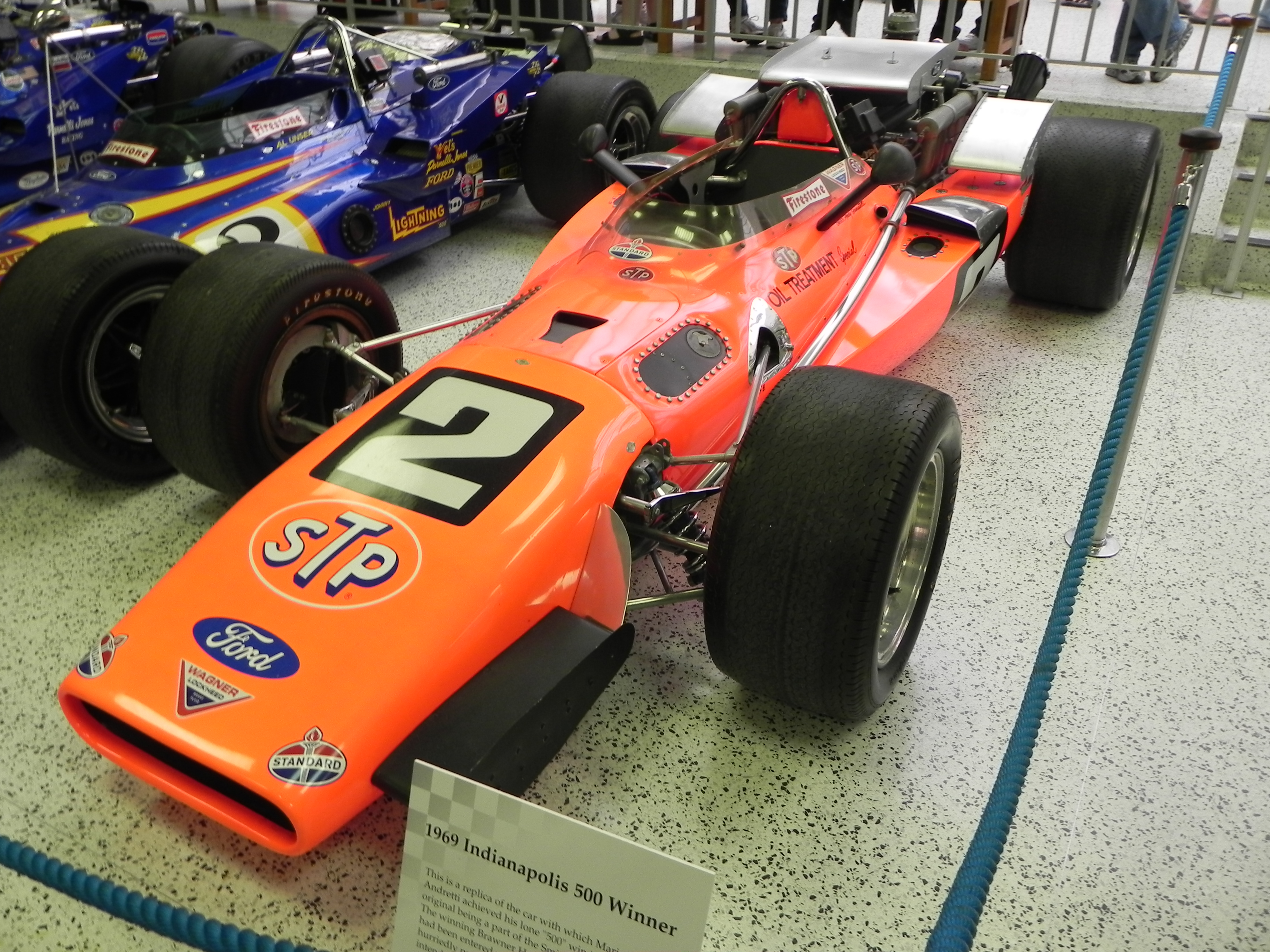
Hawk III von Andy Granatelli, Siegerwagen von Mario Andretti

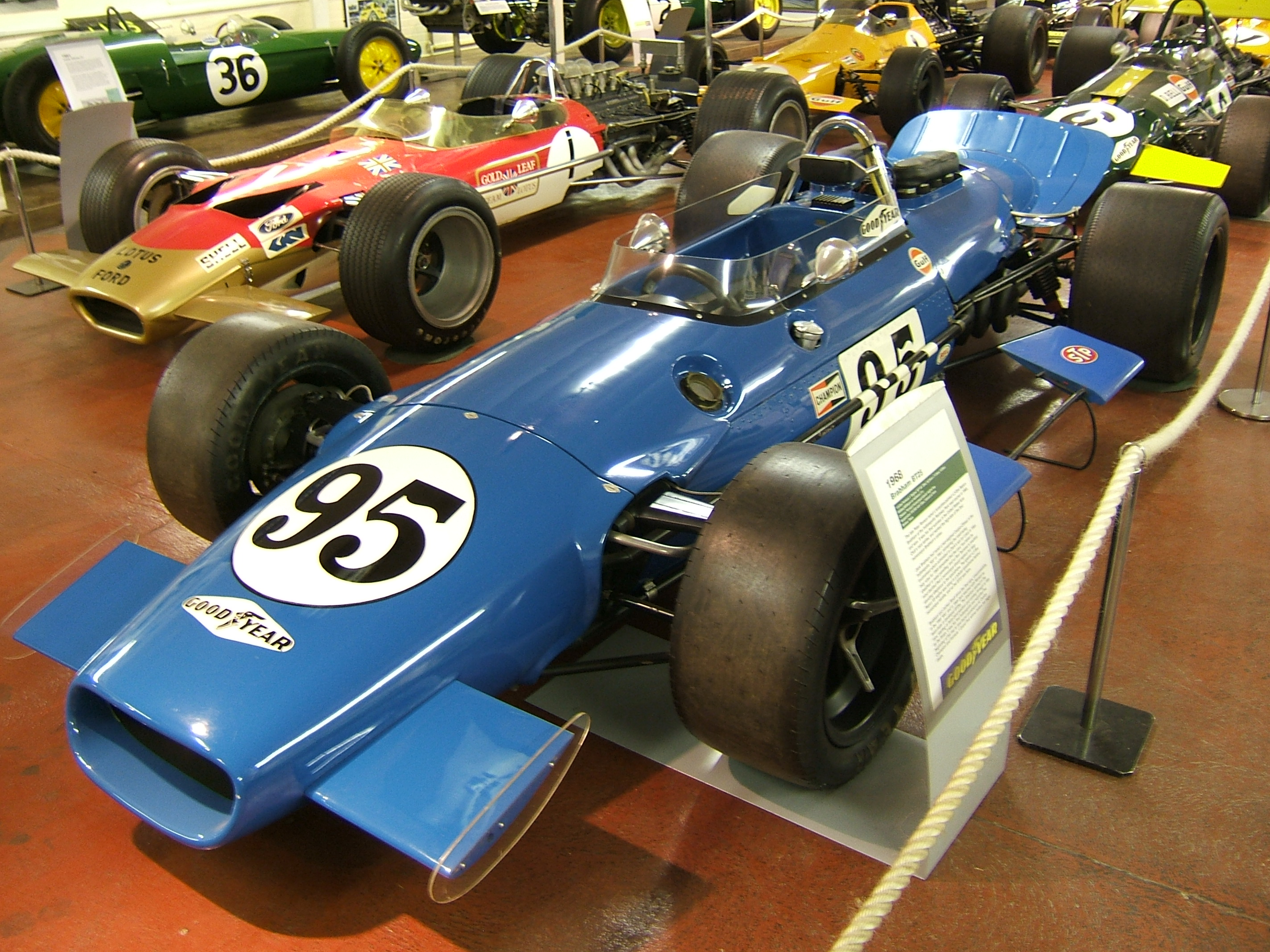
Brabham BT25, Einsatzfahrzeug von Jack Brabham

Das 53. Indianapolis 500 (offiziell 53th 500 Mile International Sweepstakes) auf dem Indianapolis Motor Speedway fand am 30. Mai 1969 statt.

## Das Rennen
Das Rennen ging über eine Distanz von 200 Runden à 4,023 km, was einer Gesamtdistanz von 804,672 km entspricht. Aus der Pole-Position startete A. J. Foyt (Ansted-Thompson Racing) mit einer Vierrunden-Durchschnittszeit von 3:31.06 Min. oder 170,568 mph (274,503 km/h). Die schnellste Runde im Rennen drehte Roger McCluskey (Foyt-Greer Racing) in 54,05 Sekunden (166,512 mph). Das Rennen war der dritte Lauf zur USAC-Saison 1969.

## Ergebnisse

### Startaufstellung
| Reihe | Innen | Innen                | Mitte | Mitte             | Außen | Außen             |
| ----- | ----- | -------------------- | ----- | ----------------- | ----- | ----------------- |
| 1     | 6     | A. J. Foyt           | 2     | Mario Andretti    | 1     | Bobby Unser       |
| 2     | 66    | Mark Donohue         | 12    | Gordon Johncock   | 82    | Roger McCluskey   |
| 3     | 38    | Jim McElreath        | 67    | LeeRoy Yarbrough  | 8     | Gary Bettenhausen |
| 4     | 48    | Dan Gurney           | 44    | Joe Leonard       | 40    | Art Pollard       |
| 5     | 10    | Jim Malloy           | 59    | Sonny Ates        | 84    | George Snider     |
| 6     | 45    | Ronnie Bucknum       | 36    | Johnny Rutherford | 15    | Bud Tingelstad    |
| 7     | 22    | Wally Dallenbach sr. | 4     | Lloyd Ruby        | 29    | Arnie Knepper     |
| 8     | 90    | Mike Mosley          | 11    | Sammy Sessions    | 9     | Mel Kenyon        |
| 9     | 42    | Denny Hulme          | 98    | Bill Vukovich II  | 62    | George Follmer    |
| 10    | 16    | Bruce Walkup         | 95    | Jack Brabham      | 57    | Carl Williams     |
| 11    | 21    | Larry Dickson        | 97    | Bobby Johns       | 92    | Peter Revson      |

### Schlussklassement
Wetter: bewölkt, 27°
| Pos. | Nr. | Name                 | Chassis      | Motor        | R | Zeit/Rückstand              | Qualifikation ø 4 Rd. mph | Start |
| ---- | --- | -------------------- | ------------ | ------------ | - | --------------------------- | ------------------------- | ----- |
| 1    | 2   | Mario Andretti       | Hawk III     | Ford         | F | 3:11:14.71 Std. 156,867 mph | 169,851                   | 2     |
| 2    | 48  | Dan Gurney           | Eagle 69     | Ford-Weslake | G | 200 Rd.                     | 167,341                   | 10    |
| 3    | 1   | Bobby Unser (W)      | Lola T152    | Offenhauser  | G | 200                         | 169,683                   | 3     |
| 4    | 9   | Mel Kenyon           | Gerhardt     | Offenhauser  | G | 200                         | 165,426                   | 24    |
| 5    | 92  | Peter Revson (R)     | Brabham BT25 | Repco        | G | 197                         | 160,851                   | 33    |
| 6    | 44  | Joe Leonard          | Eagle 69     | Ford         | G | 193                         | 167,240                   | 11    |
| 7    | 66  | Mark Donohue (R)     | Lola T152    | Offenhauser  | G | 190                         | 168,903                   | 4     |
| 8    | 6   | A. J. Foyt (W)       | Coyote       | Ford         | G | 181                         | 170,568                   | 1     |
| 9    | 21  | Larry Dickson        | Vollstedt    | Ford         | G | 180                         | 163,014                   | 31    |
| 10   | 97  | Bobby Johns          | Shrike       | Offenhauser  | F | 171                         | 160,901                   | 32    |
| 11   | 10  | Jim Malloy           | Vollstedt    | Offenhauser  | G | 165                         | 167,092                   | 13    |
| 12   | 11  | Sammy Sessions       | Finley       | Offenhauser  | G | 163                         | 165,434                   | 23    |
| 13   | 90  | Mike Mosley          | Eagle        | Offenhauser  | G | 162 (Motor)                 | 166,113                   | 22    |
| 14   | 82  | Roger McCluskey      | Coyote       | Ford         | G | 157 (Defekt)                | 168,350                   | 6     |
| 15   | 15  | Bud Tingelstad       | Lola T150    | Offenhauser  | F | 155 (Motor)                 | 166,597                   | 18    |
| 16   | 84  | George Snider        | Coyote       | Ford         | G | 152                         | 166,914                   | 15    |
| 17   | 59  | Sonny Ates (R)       | Brabham      | Offenhauser  | G | 146 (Elektrik)              | 166,968                   | 14    |
| 18   | 42  | Denis Hulme          | Eagle 69     | Ford         | G | 145 (Kupplung)              | 165,092                   | 25    |
| 19   | 12  | Gordon Johncock      | Gerhardt     | Offenhauser  | G | 137 (Motor)                 | 168,626                   | 5     |
| 20   | 4   | Lloyd Ruby           | Mongoose     | Offenhauser  | F | 105 (Defekt)                | 166,428                   | 20    |
| 21   | 22  | Wally Dallenbach sr. | Eagle 69     | Offenhauser  | G | 82 (Kupplung)               | 166,497                   | 19    |
| 22   | 29  | Arnie Knepper        | Cecil        | Ford         | G | 82 (Unfall)                 | 166,220                   | 21    |
| 23   | 67  | LeeRoy Yarbrough     | Eagle 69     | Ford         | G | 65 (Defekt)                 | 168,075                   | 8     |
| 24   | 95  | Jack Brabham         | Brabham BT25 | Repco        | G | 58 (Zündung)                | 163,875                   | 29    |
| 25   | 57  | Carl Williams        | Gerhardt     | Offenhauser  | F | 50 (Kupplung)               | 163,265                   | 30    |
| 26   | 8   | Gary Bettenhausen    | Gerhardt     | Offenhauser  | G | 35 (Motor)                  | 167,777                   | 9     |
| 27   | 62  | George Follmer (R)   | Gilbert      | Ford         | F | 26 (Motor)                  | 164,286                   | 27    |
| 28   | 38  | Jim McElreath        | Hawk II      | Offenhauser  | G | 24 (Motor)                  | 168,224                   | 7     |
| 29   | 36  | Johnny Rutherford    | Eagle 69     | Offenhauser  | G | 24 (Öl-Verlust)             | 166,628                   | 17    |
| 30   | 45  | Ronnie Bucknum       | Eagle 69     | Offenhauser  | G | 16 (Motor)                  | 166,636                   | 16    |
| 31   | 40  | Art Pollard          | Lotus 56     | Offenhauser  | F | 7 (Antriebswelle)           | 167,123                   | 12    |
| 32   | 98  | Bill Vukovich II     | Mongoose     | Offenhauser  | F | 1 (Defekt)                  | 164,843                   | 26    |
| 33   | 16  | Bruce Walkup (R)     | Gerhardt     | Offenhauser  | G | 0 (Getriebe)                | 163,942                   | 28    |

(W)=früherer Gewinner / (R)=Rookie

### Führungsrunden
| Fahrer               | Team                   | Anzahl |
| -------------------- | ---------------------- | ------ |
| Mario Andretti       | Andy Granatelli        | 116    |
| A. J. Foyt           | Ansted-Thompson Racing | 66     |
| Lloyd Ruby           | Gene White Co          | 11     |
| Wally Dallenbach sr. | Lindsey Hopkins Racing | 7      |